# Olga Tokarczuk

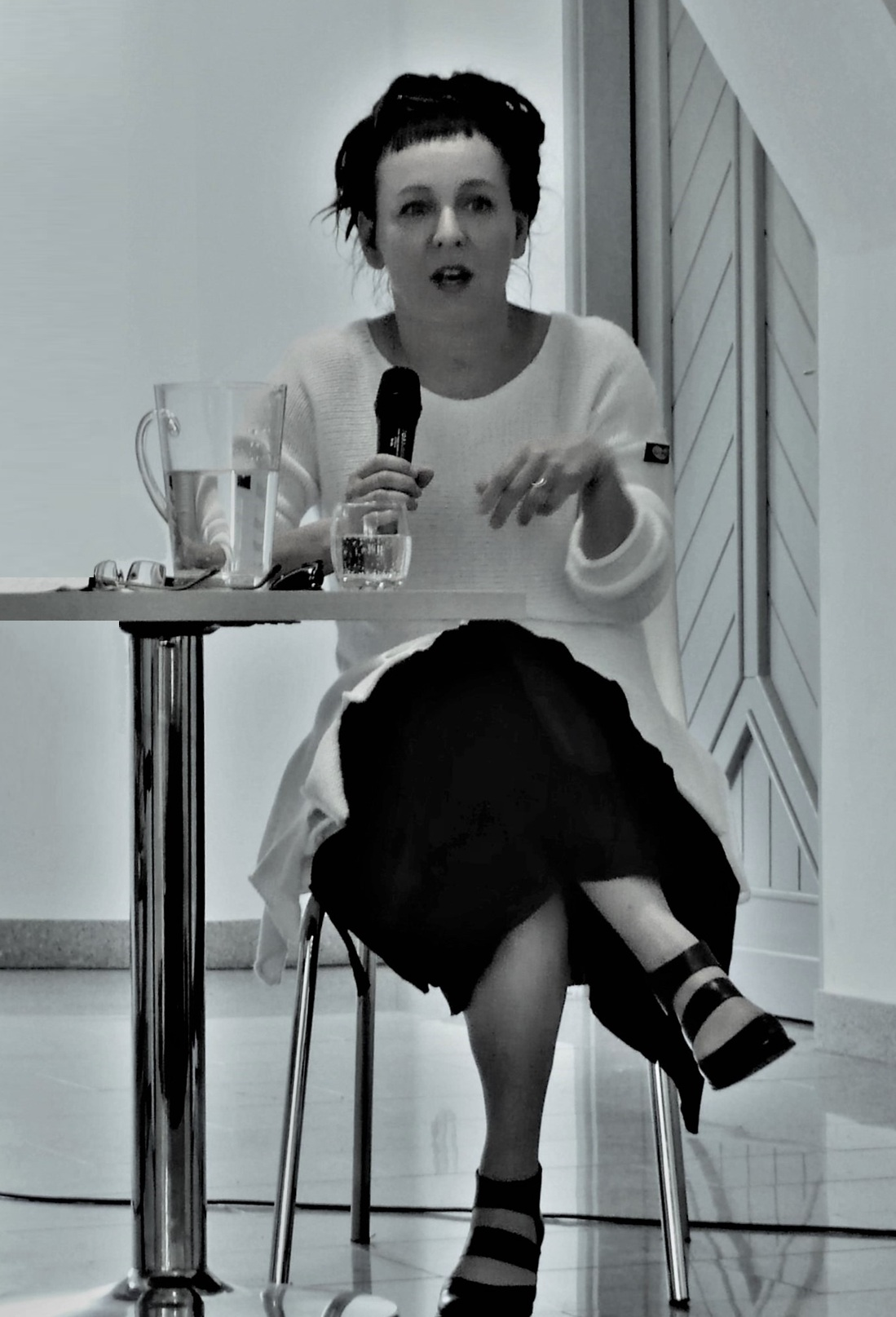
Olga Tokarczuk op het Góry Literatury Festival in Nowa Ruda, 2017

Olga Nawoja Tokarczuk (Sulechów, 26 januari 1962) is een Poolse feministische schrijfster aan wie de Nobelprijs voor Literatuur voor het jaar 2018 werd toegekend. 

## Carrière
Tokarczuk was oorspronkelijk psycholoog. Ze haalde haar diploma aan de Universiteit van Warschau in 1985 en opende een praktijk in Wrocław en daarna Wałbrzych. Haar eerste dichtbundel verscheen in 1989 en haar eerste roman in 1993 (beide niet in het Nederlands vertaald). Literair succes kwam na het verschijnen van de romans Oer en andere tijden, in 1996, en Huis voor de dag, huis voor de nacht, in 1998. Sinds 1998 woont ze in de kleine stad Nowa Ruda, waar ze sinds 2015 een jaarlijks literair festival organiseert, Festiwal Góry Literatury.
In 2018 brak ze internationaal door na het winnen van de International Booker Prize voor Flights, de Engelse vertaling van haar boek Bieguni uit 2007, dat in het Nederlands is vertaald als De rustelozen.
Haar werk en persoon worden door sommige Poolse nationalisten, onder wie Waldemar Bonkowski van de PiS, als on-Pools gezien. Tokarczuk is een zelfverklaard patriot en verwerpt de aanvallen als xenofobisch en racistisch.
In 2017 is haar roman Jaag je ploeg over de botten van de doden verfilmd door Agnieszka Holland als Pokot (internationale titel: Spoor).
Op 10 oktober 2019 werd bekendgemaakt dat aan haar de Nobelprijs voor Literatuur werd toegekend voor het jaar 2018 (het jaar dat de Nobelprijs wegens enkele schandalen niet was uitgereikt).

## Prijzen (selectie)
- 2008: Nike (Polen), jury- en publieksprijs voor De rustelozen
- 2013: Vilenica (Slovenië)
- 2015: Nike (Polen), jury- en publieksprijs voor De Jacobsboeken
- 2015: Brückepreis (Duitsland en Polen)
- 2018: International Booker Prize voor De rustelozen
- 2018: Prix Jan Michalski (Zwitserland) voor De Jacobsboeken
- 2018: Kulturhuset (Zweden) voor De Jacobsboeken
- 2019: Prix Laure-Bataillon (Frankrijk) voor De Jacobsboeken
- 2019: Nobelprijs voor Literatuur
- 2024: Europese Literatuurprijs voor Empusion

## Werken
- Miasta w lustrach (1989)
- Podróż ludzi księgi (1993)
- Prawiek i inne czasy (1996), vertaald als Oer en andere tijden (1998) door Karol Lesman
- Szafa (1997)
- Dom dzienny, dom nocny (1998), vertaald als Huis voor de dag, huis voor de nacht (2000) door Karol Lesman
- Amos (1998), vertaald door Karol Lesman
- Opowieści wigilijne (2000), met Jerzy Pilch en Andrzej Stasiuk
- Lalka i perła (2000)
- Gra na wielu bębenkach (2001)
- Ostatnie historie (2004), vertaald als De laatste verhalen (2008) door Karol Lesman
- Anna w grobowcach świata (2006)
- Bieguni (2007), vertaald als De rustelozen (2011) door Greet Pauwelijn
- Prowadź swój pług przez kości umarłych (2009), vertaald als Jaag je ploeg over de botten van de doden (2020) door Charlotte Pothuizen en Dirk Zijlstra
- Moment niedźwiedzia (2012)
- Księgi Jakubowe (2014), vertaald als De Jacobsboeken (2019) door Karol Lesman
- Opowiadania Bizarne (2018)
- Czuły narrator (2020), vertaald als De tedere verteller (2023) door Charlotte Pothuizen en Dirk Zijlstra
- Empuzjon (2022), vertaald als Empusion. Een natuurgeneeskundig griezelverhaal (2023) door Karol Lesman

1901: Prudhomme ·
1902: Mommsen ·
1903: Bjørnson ·
1904: Mistral, Echegaray ·
1905: Sienkiewicz ·
1906: Carducci ·
1907: Kipling ·
1908: Eucken ·
1909: Lagerlöf ·
1910: Heyse ·
1911: Maeterlinck ·
1912: Hauptmann ·
1913: Tagore ·
1915: Rolland ·
1916: Heidenstam ·
1917: Gjellerup, Pontoppidan ·
1919: Spitteler ·
1920: Hamsun ·
1921: France ·
1922: Benavente ·
1923: Yeats ·
1924: Reymont ·
1925: Shaw ·
1926: Deledda ·
1927: Bergson ·
1928: Undset ·
1929: Mann ·
1930: Lewis ·
1931: Karlfeldt ·
1932: Galsworthy ·
1933: Boenin ·
1934: Pirandello ·
1936: O'Neill ·
1937: Gard ·
1938: Buck ·
1939: Sillanpää ·
1944: Jensen ·
1945: Mistral ·
1946: Hesse ·
1947: Gide ·
1948: Eliot ·
1949: Faulkner ·
1950: Russell ·
1951: Lagerkvist ·
1952: Mauriac ·
1953: Churchill ·
1954: Hemingway ·
1955: Laxness ·
1956: Jiménez ·
1957: Camus ·
1958: Pasternak ·
1959: Quasimodo ·
1960: Perse ·
1961: Andrić ·
1962: Steinbeck ·
1963: Seferis ·
1964: Sartre (geweigerd) ·
1965: Sjolochov ·
1966: Agnon, Sachs ·
1967: Asturias ·
1968: Kawabata ·
1969: Beckett ·
1970: Solzjenitsyn ·
1971: Neruda ·
1972: Böll ·
1973: White ·
1974: Johnson, Martinson ·
1975: Montale ·
1976: Bellow ·
1977: Aleixandre ·
1978: Singer ·
1979: Elýtis ·
1980: Miłosz ·
1981: Canetti ·
1982: García Márquez ·
1983: Golding ·
1984: Seifert ·
1985: Simon ·
1986: Soyinka ·
1987: Brodsky ·
1988: Mahfoez ·
1989: Cela ·
1990: Paz ·
1991: Gordimer ·
1992: Walcott ·
1993: Morrison ·
1994: Oë ·
1995: Heaney ·
1996: Szymborska ·
1997: Fo ·
1998: Saramago ·
1999: Grass ·
2000: Gao ·
2001: Naipaul ·
2002: Kertész ·
2003: Coetzee ·
2004: Jelinek ·
2005: Pinter ·
2006: Pamuk ·
2007: Lessing ·
2008: Le Clézio ·
2009: Müller ·
2010: Vargas Llosa ·
2011: Tranströmer ·
2012: Mo ·
2013: Munro ·
2014: Modiano ·
2015: Aleksijevitsj ·
2016: Dylan ·
2017: Ishiguro ·
2018: Tokarczuk ·
2019: Handke ·
2020: Glück ·
2021: Gurnah ·
2022: Ernaux ·
2023: Fosse ·
2024: Kang ·
- Bibsys: 97052997
- Biblioteca Nacional de Chile: 000924799
- Biblioteca Nacional de España: XX1541661
- Bibliothèque nationale de France: cb125503303 (data)
- Catàleg d'autoritats de noms i títols de Catalunya: 981058511358906706
- CiNii: DA17077338
- Gemeinsame Normdatei: 122302885
- International Standard Name Identifier: 0000 0001 1556 806X
- Library of Congress Control Number: no96009452
- Nationale Bibliotheek van Letland: 000289386
- Bibliotheek van het Japanse parlement: 01212834
- Nationale Bibliotheek van Tsjechië: jn20000605336
- Nationale bibliotheek van Australië: 43250786
- Nationale Bibliotheek van Israël: 987007407650105171
- Nationale Bibliotheek van Polen: a0000001251221
- Nationale en Universitaire bibliotheek Zagreb: 000258499
- Nederlandse Thesaurus van Auteursnamen: 174878850
- ORCID: 0000-0002-8494-5719
- Russische Staatsbibliotheek: 000036440
- Istituto Centrale per il Catalogo Unico: TO0V326591
- LIBRIS: 220582
- Système universitaire de documentation: 03478599X
- Trove: 1458981
- Virtual International Authority File: 49338782
- WorldCat: E39PBJfRHvJY8phXvwM4D6RVG3